# Klösviken
Klösviken är en sjö i Piteå kommun i Norrbotten och ingår i Rokån-Jävreåns kustområde. Sjön är 4,5 meter djup, har en yta på 0,008 kvadratkilometer och är belägen 2 meter över havet.